# 前橋市立勝山小学校
前橋市立勝山小学校（まえばししりつ かつやましょうがっこう）は、群馬県前橋市にある公立小学校。

## 所在地
群馬県前橋市総社町植野123

## 学区
- 総社町植野[1]
- 総社町桜が丘
- 総社町高井の一部
- 高井町一丁目の一部
- 総社町総社の一部